# ビッグブルー川 (カンザス州・ネブラスカ州)

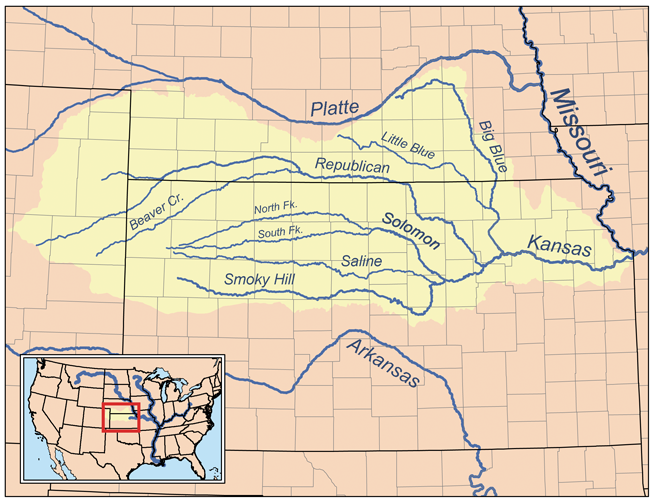
カンザス川の流域図

ビッグブルー川 (ビッグブルーがわ、Big Blue River) はアメリカ合衆国のネブラスカ州中央部からカンザス州へと流れる川。カンザス川最大の支流。長さは359マイル（578km）。
川はその大部分で農業地帯を流れる。川沿いの町はビアトリス、クリート、スワード、マンハッタンなどがあり、マンハッタンの東でカンザス川に合流する。カンザス川との合流地点より少し上流にはタトルクリーク湖という貯水池がある。これは洪水調節を目的に作られたものである。カンザス州ブルーラピッズ付近で支流のリトルブルー川が合流する。
ネブラスカ州とカンザス州は川の水の割り当てについて、5月1日から9月30日は一定量の水をカンザス州へ流さなければならないが、それ以外の期間は川の水はネブラスカ州がすべて使用できる、という協定を結んでいる。